# Ayer Rajah Expressway
Der Ayer Rajah Expressway (Abkürzung: AYE; chin.: 亚 逸 拉 惹 高速公路; Pinyin: Yàyìlārě Gāosù Gōnglù; Tamil: ஆயர் ராஜா விரவுச்சாலை; malay: Lebuhraya Ayer Rajah) beginnt am westlichen Ende des East Coast Parkway und verläuft dann in westlicher Richtung nach Tuas bis zur Grenze zu Malaysia. Zusammen mit dem East Coast Parkway bildet der AYE eine zweite Ost-West-Verbindung, die den Pan Island Expressway ergänzen soll.
Ursprünglich war der Ayer Rajah Expressway von Jurong zur Keppel Road, 1998 wurde er auf Tuas erweitert.

## Stadtteile entlang der Autobahn
- Tuas
- Clementi
- West Coast
- Bukit Merah
- Keppel